# Газанфер Байрам
Газанфер Байрам (на турски: Gazanfer Bayram; на македонска литературна норма: Газанфер Бајрам) е виден северномакедонски художник, автор на мозайки с турски произход.

## Биография
Роден е в 1943 година в Скопие, което тогава е в Югославия. Дипломира се от Академията за изящно изкуство в Белград. Специализира рисуване на фрески и мозайки. Работи в Академията за изящни изкуства в Равена. Член на Дружеството на художниците на Македония. Заедно с Георги Томовски е автор е на мозайките в Събранието на Република Македония и във ВИП залата на летище „Александър Велики“. Байрам реализира множество самостоятелни изложби, а също така участва в колективни изложби. В 2006 година му е връчена наградата на Дружеството на художниците на Македония „Нерешки майстори“.